# Atletismo nos Jogos Olímpicos de Verão de 2020 - 5000 m masculino
O evento dos 5000 metros masculino nos Jogos Olímpicos de Verão de 2020 ocorreu entre nos dias 3 e 6 de agosto de 2021 no Estádio Olímpico. Esperava-se que aproximadamente quarenta atletas participassem da competição.

## Qualificação
Um Comitê Olímpico Nacional (CON) poderia inscrever até 3 atletas no evento masculino dos 5000 metros desde que todos os atletas atendam ao padrão de inscrição ou se classifiquem pelo ranking durante o período de qualificação (o limite de 3 está em vigor desde o Congresso Olímpico de 1930). O tempo padrão a qualificação é 13:13.50. Este padrão foi "estabelecido com o único propósito de qualificar atletas com desempenhos excepcionais incapazes de se qualificar através do caminho do Ranking Mundial da IAAF". O ranking mundial, baseado na média dos cinco melhores resultados do atleta durante o período de qualificação e ponderado pela importância do evento, foi usado para qualificar os atletas até que o limite de 42 fosse alcançado.
O período de qualificação foi originalmente de 1 de maio de 2019 a 29 de junho de 2020. Devido à pandemia de COVID-19, este período foi suspenso de 6 de abril de 2020 a 30 de novembro de 2020, com a data de término estendida para 29 de junho de 2021. O início do período do ranking mundial a data também foi alterada de 1 de maio de 2019 para 30 de junho de 2020; os atletas que atingiram o padrão de qualificação naquela época ainda estavam qualificados, mas aqueles que usavam as classificações mundiais não seriam capazes de contar os desempenhos durante esse tempo. Os padrões de tempo de qualificação podem ser obtidos em várias competições durante o período determinado que tenham a aprovação da IAAF. Tanto competições ao ar livre quanto em recinto fechado eram elegíveis para a qualificação. Os campeonatos continentais mais recentes podem ser contados no ranking, mesmo que não durante o período de qualificação.
Os CONs também poderiam usar sua vaga de universalidade — cada CON poderia inscrever um atleta masculino independentemente do tempo, se não houver nenhum atleta masculino que atenda ao padrão de entrada a um evento de atletismo — nos 5000 metros.

## Formato
O evento continuou a usar o formato de duas rodadas introduzido em 2012. São 2 baterias iniciais, com os 5 primeiros colocados em cada uma e os 5 melhores tempos no geral avançando direto para a final.

## Calendário
Horário local (UTC +9)
| 3 de agosto   | 6 de agosto |
| 19:55         | 21:00       |
| ------------- | ----------- |
| Eliminatórias | Final       |

## Medalhistas
| Ouro   | UGA Joshua Cheptegei |
| Prata  | CAN Mohammed Ahmed   |
| Bronze | USA Paul Chelimo     |

## Recordes
Antes desta competição, os recordes mundiais e olímpicos existentes eram os seguintes: 
| Tipo             | Atleta           | Tempo    | Local       | Data                 |
| ---------------- | ---------------- | -------- | ----------- | -------------------- |
| Recorde mundial  | Joshua Cheptegei | 12:35.36 | Fontvieille | 14 de agosto de 2000 |
| Recorde olímpico | Kenenisa Bekele  | 12:57.82 | Pequim      | 23 de agosto de 2008 |

### Por região
| Área                               | Tempo    | Atleta              | Nação         |
| ---------------------------------- | -------- | ------------------- | ------------- |
| África                             | 12:35.36 | Joshua Cheptegei    | Uganda        |
| Ásia                               | 12:51.96 | Albert Rop          | Bahrein       |
| Europa                             | 12:48.45 | Jakob Ingebrigtsen  | Noruega       |
| América do Norte, Central e Caribe | 12:47.20 | Mohammed Ahmed      | Canadá        |
| Oceania                            | 12:55.76 | Craig Mottram       | Nova Zelândia |
| América do Sul                     | 13:19.43 | Marílson dos Santos | Brasil        |

Os seguintes recordes nacionais foram estabelecidos durante a competição:
| CON       | Atleta        | Rodada | Tempo    | Notas |
| --------- | ------------- | ------ | -------- | ----- |
| Guatemala | Luis Grijalva | Final  | 13:10.09 |       |

## Resultados

### Eliminatórias
Regras de qualificação: os cinco primeiros de cada bateria (Q) e os seguintes cinco tempos mais rápidos (q) avançam à final.

#### Bateria 1
| Pos. | Atleta                | CON                | Tempo    | Notas           |
| ---- | --------------------- | ------------------ | -------- | --------------- |
| 1    | Nicholas Kimeli       | KEN Quênia         | 13:38.87 | Q               |
| 2    | Mohammed Ahmed        | CAN Canadá         | 13:38.96 | Q               |
| 3    | Woody Kincaid         | USA Estados Unidos | 13:39.04 | Q               |
| 4    | Oscar Chelimo         | UGA Uganda         | 13:39.07 | Q               |
| 5    | Birhanu Balew         | BRN Bahrein        | 13:39.42 | Q               |
| 6    | Marc Scott            | GBR Grã-Bretanha   | 13:39.61 |                 |
| 7    | Hugo Hay              | FRA França         | 13:39.95 |                 |
| 8    | David McNeill         | AUS Austrália      | 13:39.97 |                 |
| 9    | Getnet Wale           | ETH Etiópia        | 13:41.13 |                 |
| 10   | Daniel Ebenyo         | KEN Quênia         | 13:41.64 |                 |
| 11   | Jonas Raess           | SUI Suíça          | 13:43.52 |                 |
| 12   | Soufiyan Bouqantar    | MAR Marrocos       | 13:43.97 |                 |
| 13   | Lucas Bruchet         | CAN Canadá         | 13:44.08 |                 |
| 14   | Nibret Melak          | ETH Etiópia        | 13:45.81 |                 |
| 15   | Yemaneberhan Crippa   | ITA Itália         | 13:47.12 |                 |
| 16   | Robin Hendrix         | BEL Bélgica        | 13:58.37 |                 |
| 17   | Yuta Bando            | JPN Japão          | 14:05.80 |                 |
| 18   | Nursultan Keneshbekov | KGZ Quirguistão    | 14:07.79 |                 |
| 19   | Abidine Abidine       | MTN Mauritânia     | 14:54.80 | Recorde pessoal |
| —    | Mike Foppen           | NED Países Baixos  | —        | DNF             |

#### Bateria 2
| Pos. | Atleta                        | CON                               | Tempo    | Notas           |
| ---- | ----------------------------- | --------------------------------- | -------- | --------------- |
| 1    | Mohamed Katir                 | ESP Espanha                       | 13:30.10 | Q               |
| 2    | Paul Chelimo                  | USA Estados Unidos                | 13:30.15 | Q               |
| 3    | Justyn Knight                 | CAN Canadá                        | 13:30.22 | Q               |
| 4    | Jacob Kiplimo                 | UGA Uganda                        | 13:30.40 | Q               |
| 5    | Joshua Cheptegei              | UGA Uganda                        | 13:30.61 | Q               |
| 6    | Milkesa Mengesha              | ETH Etiópia                       | 13:31.13 | q               |
| 7    | Andrew Butchart               | GBR Grã-Bretanha                  | 13:31.23 | q               |
| 8    | Grant Fisher                  | USA Estados Unidos                | 13:31.80 | q               |
| 9    | Jimmy Gressier                | FRA França                        | 13:33.47 | q               |
| 10   | Luis Grijalva                 | GUA Guatemala                     | 13:34.11 | q               |
| 11   | Morgan McDonald               | AUS Austrália                     | 13:37.36 |                 |
| 12   | Narve Gilje Nordås            | NOR Noruega                       | 13:41.82 |                 |
| 13   | Jamal Abdelmaji Eisa Mohammed | EOR Equipe Olímpica de Refugiados | 13:42.98 | Recorde pessoal |
| 14   | Dawit Fikadu                  | BRN Bahrein                       | 13:44.03 | , qR            |
| 15   | Lesiba Mashele                | RSA África do Sul                 | 13:48.25 |                 |
| 16   | Mohamed Mohumed               | GER Alemanha                      | 13:50.46 |                 |
| 17   | Isaac Kimeli                  | BEL Bélgica                       | 13:57.36 |                 |
| 18   | Hiroki Matsueda               | JPN Japão                         | 14:15.54 |                 |
| —    | Samwel Masai                  | KEN Quênia                        | —        | DNS             |
| —    | Patrick Tiernan               | AUS Austrália                     | —        | DNS             |

### Final
A final foi disputada em 6 de agosto, às 21:00 locais.
| Pos.              | Atleta           | CON                | Tempo    | Notas                |
| ----------------- | ---------------- | ------------------ | -------- | -------------------- |
| Medalha de ouro   | Joshua Cheptegei | UGA Uganda         | 12:58.15 |                      |
| Medalha de prata  | Mohammed Ahmed   | CAN Canadá         | 12:58.61 |                      |
| Medalha de bronze | Paul Chelimo     | USA Estados Unidos | 12:59.05 | Recorde da temporada |
| 4                 | Nicholas Kimeli  | KEN Quênia         | 12:59.17 | Recorde da temporada |
| 5                 | Jacob Kiplimo    | UGA Uganda         | 13:02.40 |                      |
| 6                 | Birhanu Balew    | BRN Bahrein        | 13:03.20 |                      |
| 7                 | Justyn Knight    | CAN Canadá         | 13:04.38 |                      |
| 8                 | Mohamed Katir    | ESP Espanha        | 13:06.60 |                      |
| 9                 | Grant Fisher     | USA Estados Unidos | 13:08.40 |                      |
| 10                | Milkesa Mengesha | ETH Etiópia        | 13:08.50 |                      |
| 11                | Andrew Butchart  | GBR Grã-Bretanha   | 13:09.97 | Recorde da temporada |
| 12                | Luis Grijalva    | GUA Guatemala      | 13:10.09 | Recorde nacional     |
| 13                | Jimmy Gressier   | FRA França         | 13:11.33 |                      |
| 14                | Woody Kincaid    | USA Estados Unidos | 13:17.20 | Recorde da temporada |
| 15                | Dawit Fikadu     | BRN Bahrein        | 13:20.24 | Recorde da temporada |
| 16                | Oscar Chelimo    | UGA Uganda         | 13:44.45 |                      |

Legenda
| Recorde mundial      | Recorde mundial (World record)               |                       | Recorde africano                      | Recorde africano (African) |                                           | Q | Classificado por posição (Qualified) |
| Recorde olímpico     | Recorde olímpico (Olympic record)            | Recorde da América    | Recorde da América (Americas)         | q                          | Classificado por melhor tempo (Qualified) |   |                                      |
| Melhor marca do ano  | Melhor marca do ano (World leading)          | Recorde asiático      | Recorde asiático (Asian)              | DNS                        | Não largou (Did not start)                |   |                                      |
| Recorde nacional     | Recorde nacional (National record)           | Recorde europeu       | Recorde europeu (European)            | DNF                        | Não terminou (Did not finish)             |   |                                      |
| Recorde pessoal      | Recorde pessoal do atleta (Personal best)    | Recorde da Oceania    | Recorde da Oceania (Oceania)          | DSQ / DQ                   | Desclassificado (Disqualified)            |   |                                      |
| Recorde da temporada | Recorde da temporada do atleta (Season best) | Recorde sul-americano | Recorde sul-americano (South America) | NM                         | Sem marca (No mark)                       |   |                                      |